# Batalha de Shiloh
A Batalha de Shiloh (6 a 7 de Julho de 1862), também conhecida como a Batalha de Pittsburg Landing, foi um dos grandes combates do teatro de operações oeste da Guerra da Secessão. O Exército de Mississipi confederado, sob Albert Sidney Johnston e P.G.T. Beauregard, atacou de surpresa o Exército de Tennessee, sob Maj. Gen. Ulysses S. Grant, chegando muito próximo a destruí-lo no primeiro dia de batalha. A chegada de reforços federais (Exército de Ohio, de Gen. Don Carlos Buell) na noite do dia 6 reverteu a situação, dando a vitória a União.

## Antecedentes
Após ter perdido as batalhas dos fortes Henry e Donelson, em Fevereiro de 1862, o general confederado Albert Sidney Johnston recuou suas forças para o oeste de Tennessee, norte de Mississippi e Alabama.
Do lado da União, o Maj. Gen. Henry W. Halleck, comandante do Teatro de Operações Oeste, ordenou ao Exército de Tennessee, sob Maj. Gen. Grant que aguardasse a chegada do Exército de Ohio, de Buell que partia de Nashville. Recebido o reforço, Grant deveria avançar contra a ferrovia Memphis & Charleston Railroad, linha de suprimento vital para o vale do Rio Mississippi, Memphis e a capital confederada Richmond.
Nos meados de março, Gal. Brigadeiro William Sherman, um dos comandantes de divisão do Exército de Tennessee recebeu a ordem de interromper a linha ferroviária da Charlton & Memphis Railroads no trecho entre Corinth e Iuka. ao longo do percurso, ele identificou na margem oeste do Rio Tennessee uma área plana e alta suficiente para evitar as inundações da primavera, chamada de Pittsburg Landing.  Após o reconhecimento pessoal, Grant aprovou a localidade como novo acampamento e transferiu para lá as divisões de Sherman, Stephen Hurlbut, John McClernand, Benjamin Prentiss e W.H.L. Wallace, totalizando 35 mil soldados. A divisão de Lew Wallace, com 7 500 homens ficaria numa área próxima, denominada Crump's Landing. Nesses locais, Grant aguardaria a chegada do Exército de Ohio, sob Don Carlos Buell. Sem saber, Sherman havia escolhido o campo para uma das batalhas mais sangrentas da guerra.
A área era extremamente propícia à defesa, pois era delimitada por três riachos profundos (Snake Creek, Owl Creek e Lick Creek), deixando apenas uma frente de três milhas de solo seco para o avanço de qualquer atacante. Mas, após contundentes derrotas impingidas aos confederados, ninguém esperava que estes pudessem arriscar um ataque. Nenhuma ordem foi dada  para entrincheirar as tropas.  Para agravar a situação, a maior parte dos soldados federais eram recrutas inexperientes, parte delas carecendo mesmo do mais básico treinamento de manobras em nível de companhia. Completando o quadro, Grant ausentou-se do campo sem ter designado formalmente um substituto .
Em 3 de Abril de 1862, quarenta mil confederados sob Johnston iniciaram a marcha em direção às tropas de Grant, buscando destruí-las antes da chegada de Buell. O plano de batalha do rebeldes, elaborado por P.G.T. Beauregard, previa um assalto em três ondas, compostas pelos corpos de exército de William Hardee, Braxton Bragg e Leonidas Polk. O corpo de John C. Breckinridge constituiria a reserva. A ideia era atingir com mais intensidade o flanco esquerdo da União, empurrando o inimigo para a área pantanosa entre os córregos Owl e Snake. Um efeito adicional seria isolar os federais do Rio Tennessee, de onde os reforços sob Buell eram esperados.  Mas o plano foi mal concebido para esse objetivo, pois não era prevista nenhuma concentração de forças particularmente forte no flanco direito confederado. Na prática, a manobra mostrou-se ainda muito complexa para as tropas pouco experientes e contribuiu para progressivamente desorganizar as linhas dos atacantes.
Até a noite de 5 de Abril, Sherman e Grant receberam numerosas informações sobre movimento de tropas inimigas, mas não lhes deram crédito.

## A Batalha

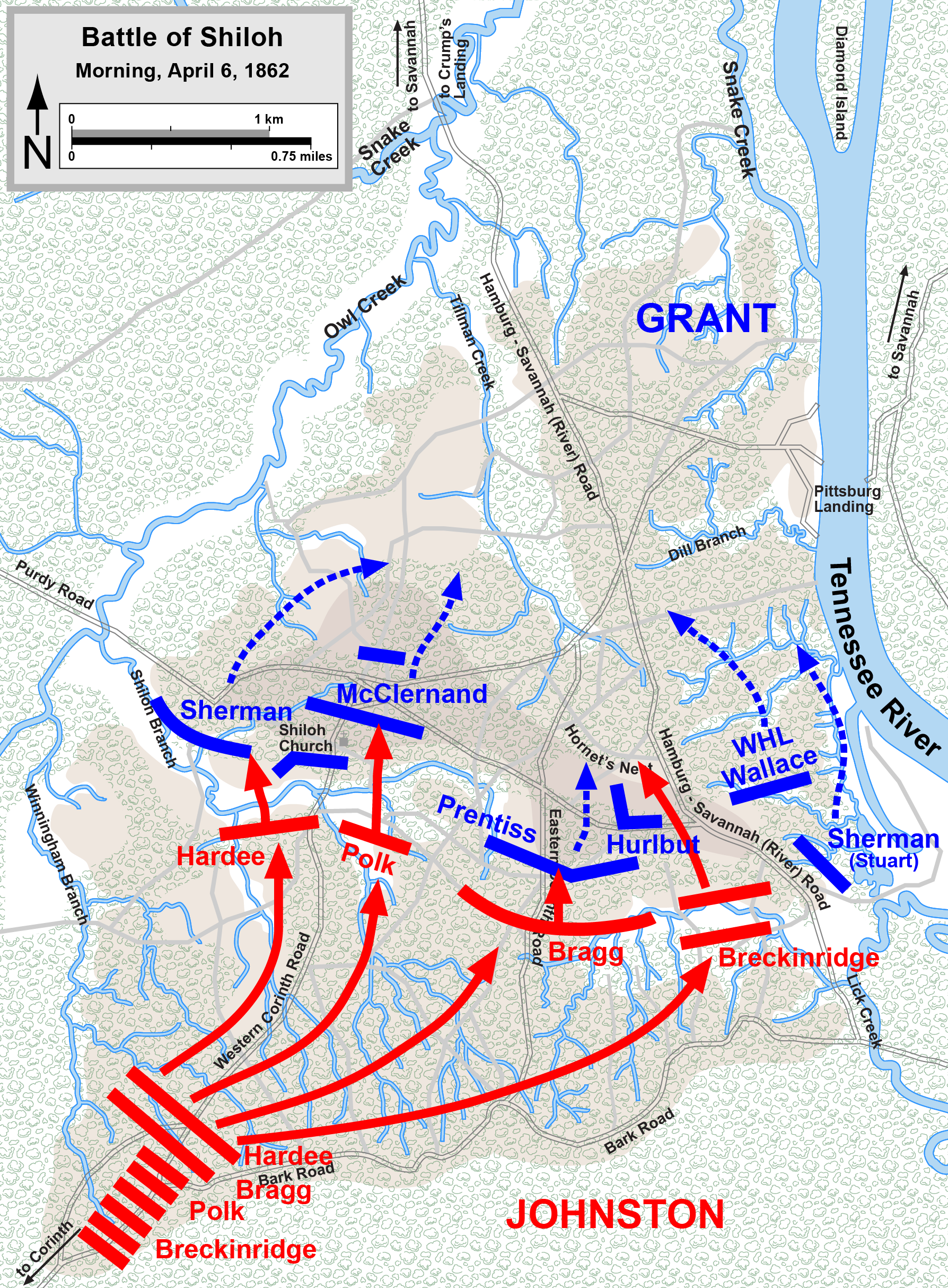
Mapa da Batalha de Shiloh, manhã de 6 de Abril, 1862.

Na madrugada do dia 6, duas companhias da divisão de Prentiss enviadas em patrulha, encontraram uma forte coluna confederada, iniciando a Batalha de Shiloh. O ataque confederado tomou as tropas estacionadas de surpresa. Os soldados federais formavam linhas de combate apressadamente, sem tempo de proteger adequadamente os flancos. Sherman coordenou a resistência da melhor forma possível dentro das circunstâncias, dando exemplo de coragem. Ao longo da batalha, teve três cavalos abatidos sobre si. Grant, que estava cerca de 10 milhas distante, chegou apenas no meio do dia.
Os rebeldes avançavam rapidamente, empurrando as tropas oponentes contra o rio.  Finalmente, os generais da União Prentiss e W.H.L. Wallace conseguiram estabilizar parte da linha defensiva no local que ficou conhecido como Hornet's Nest ou Sunken Road.  Após repetidos ataques malogrados dos confederados a essa localidade, uma grande concentração de fogo de artilharia forçou os defensores à rendição. Wallace foi morto e Prentiss capturado. Mas a tenaz resistência comprou para o exército da União o precioso tempo necessário para consolidar as linhas.
A divisão federal de Lew Wallace, que estava estacionada em Crump's Landing marchou pelo caminho errado, saindo na retaguarda dos confederados. Em vez de atacar os exaustos e desorganizados inimigos de uma direção inesperada, Wallace ordenou contramarcha, retardando a sua entrada em combate até o fim do dia.
No meio da tarde, os confederados sofreram um grande revês: seu comandante A.S. Johnston foi morto, e o comando tático passou para o idealizador do plano de batalha, Gal. Beauregard. Beuregard avaliou que Grant não seria reforçado durante a noite e que as suas própria tropas já haviam se desorganizado consideravelmente ao longo do avanço. Assim, optou por retomar os ataques apenas no dia seguinte.
Foi um erro sério, pois ao anoitecer Lew Wallace e Buell chegaram ao campo de batalha, com 27 mil novos soldados. Grant resumiu o dia com uma forte ofensiva, varrendo os confederados das posições que havia perdido no dia anterior.

## Consequências
A vitória da União foi um importante passo para adquirir o domínio do Vale do Mississippi, via fluvial de enorme importância estratégica. Sua tomada pela União dividiria a Confederação em duas partes, alijando os exércitos confederados de importantes áreas de recrutamento e de produção agrícola vital para o esforço de guerra.
A batalha fora a mais sangrenta da história dos EUA até aquele momento, excedendo as baixas da Guerra da Independência, Guerra de 1812 e Guerra Mexicano-Americana juntas. A nação ficou chocada.
Grant sofreu severas críticas por ter falhado em considerar seriamente os indícios do ataque iminente, por ter se ausentado do campo sem indicar substituto e principalmente por não entrincheirar as tropas. Apenas o suporte pessoal de Lincoln permitiu sua permanência no cargo. Em contraste, o desempenho de Sherman, que semanas antes tivera sua sanidade mental questionada pelos jornais, foi muito elogiado, trazendo-lhe total redenção aos olhos da opinião pública.